# Lysurus mokusin
Lysurus mokusin, conocido comúnmente como "linterna" o "garra de lagarto", es una especie de hongo sapróbico de la familia Phallaceae. El cuerpo fructífero o esporocarpo consiste en un estipe cilíndrico acanalado de color rojizo que está cubierto por varios "brazos". Los brazos pueden acercarse o incluso cerrarse unos a otros para formar una aguja. La gleba -una masa de esporas viscosas de color verde oliva- se encuentra en la superficie exterior de los brazos. El cuerpo fructífero, que tiene un olor comparable al de las "heces frescas de perro", la "carne podrida" o las "aguas residuales" cuando está maduro, es comestible en su estado de "huevo" inmaduro. El hongo es originario de Asia, y también se encuentra en Australia, Europa y Norteamérica, donde probablemente sea una especie introducida. Se ha utilizado medicinalmente en China como remedio para las úlceras.

## Historia, taxonomía, y filogenia
La especie fue descrita por primera vez por el sacerdote y misionero católico Pierre-Martial Cibot en la publicación Novi Commentarii Academiae Scientiarum Imperialis Petropolitanae (Nuevas memorias de la Academia Imperial de Ciencias de San Petersburgo) (1775), donde informó de su hallazgo cerca de Pekín (actual Beijing). Este hallazgo representa el primer registro científico publicado de un hongo de China El nombre original de Cibot para el hongo linterna, Phallus mokusin, fue sancionado por Christian Hendrik Persoon en su Synopsis Methodica Fungorum de 1801. En 1823, Elias Magnus Fries lo transfirió al género Lysurus en su Systema Mycologicum. L. mokusin es la especie tipo del género Lysurus.

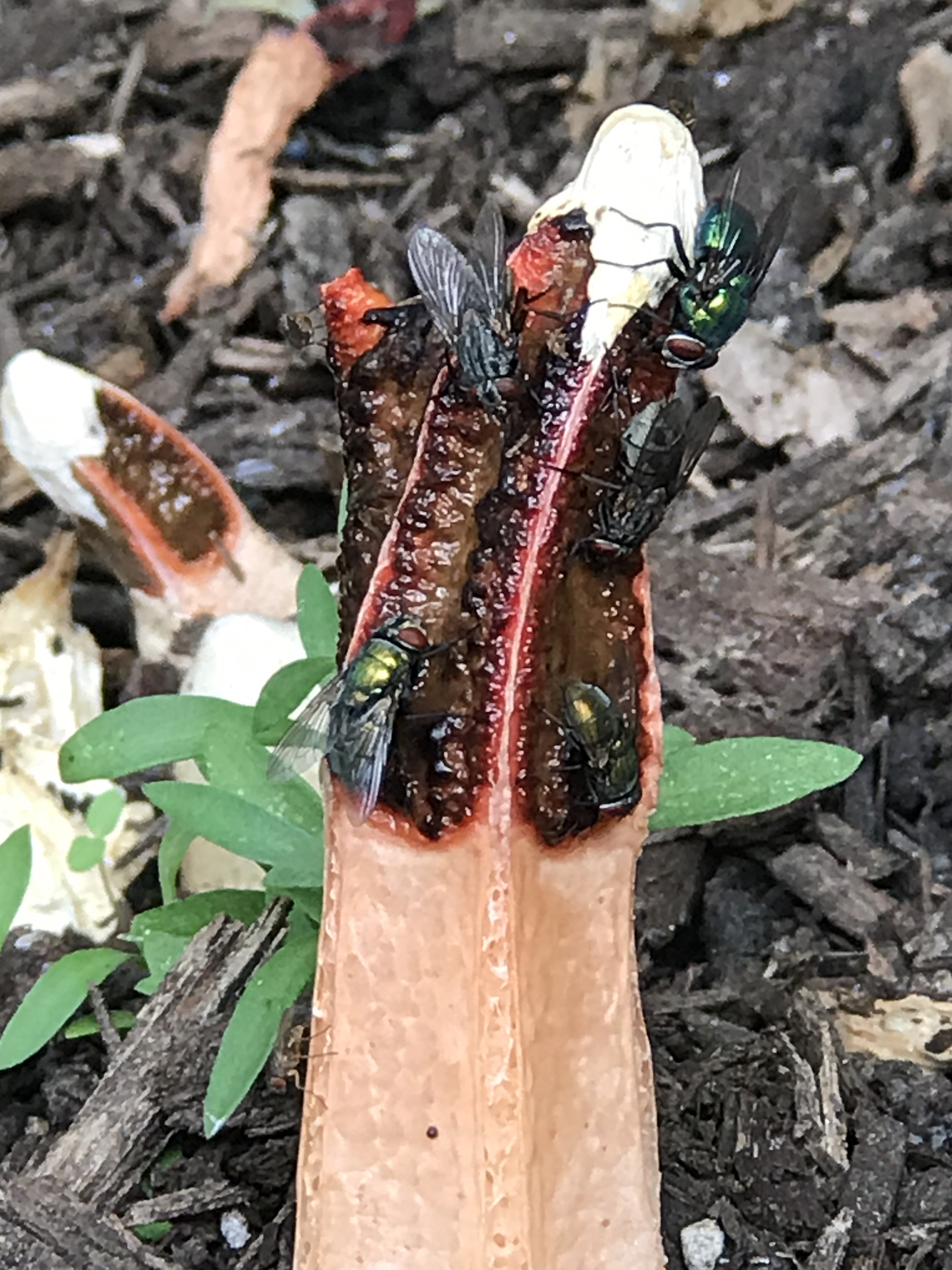
Las moscas son atraídas por el hongo de la linterna por su fuerte olor

En 1938, Y. Kobayasi informó de la forma L. mokusin f. sinensis, que según él se diferenciaba de la especie principal por tener una cabeza más angulosa y cónica en la parte superior; la forma sinensis también se informó en Corea en 1995. Algunos autores han intentado definir formas de L. mokusin como nuevas especies basándose en el grado de separación de los brazos apicales. Por ejemplo, para contrastar con su concepto de Lysurus en el que los brazos estaban libres o ligeramente fusionados, el género Lloydia fue creado por Chow en 1935 para contener especies en las que las puntas de los brazos estaban fusionadas. Como resultado de las diferentes interpretaciones de los límites de L. mokusin, y el deseo de algunos autores de definir nuevas especies basadas en las diferencias percibidas, el hongo ha adquirido una larga lista de sinónimos a lo largo de los años.
L. mokusin se conoce comúnmente como "cuerno de linterna", "garra de lagarto pequeña" o "garra de lagarto acanalada".
Lysuris mokusin se incluyó en un análisis filogenético a gran escala de los hongos gomfoides y faloides publicado en 2006, y se demostró que formaba un clado con Simblum sphaerocephalum, Lysurus borealis y Protubera clathroidea.

## Descripción

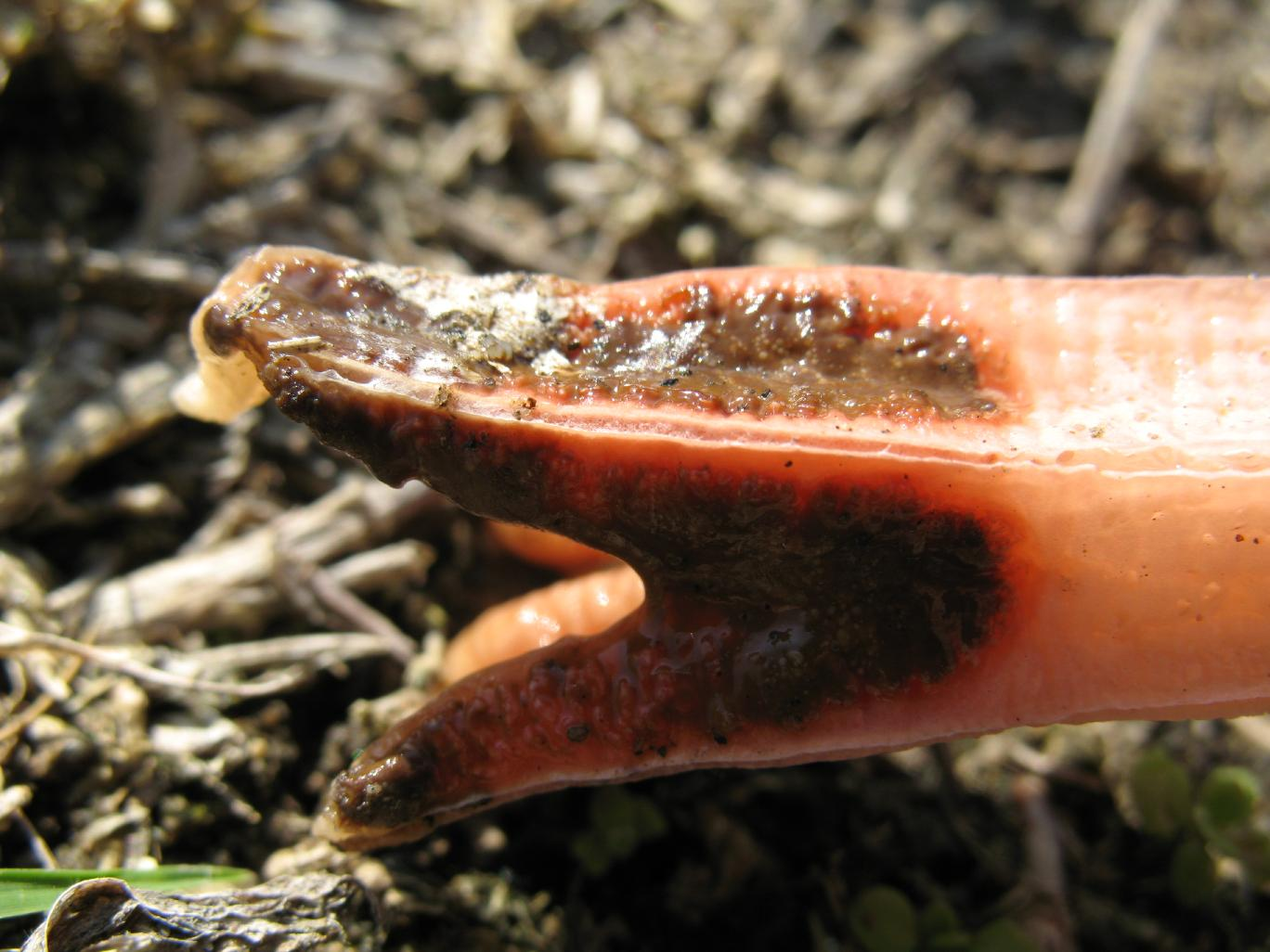
Detalle de la punta del cuerpo fructífero, mostrando la separación de los "brazos"

Los cuerpos fructíferos inmaduros de L. mokusin son "huevos" blancos y gelatinosos que miden entre 1 y 3 cm (0,4-1,2 pulgadas) de diámetro, y están adheridos al suelo por hilos gruesos de micelio llamados rizomorfos. A medida que el hongo madura, el huevo se rompe mientras el cuerpo fructífero se expande rápidamente, dejando restos volátiles en la base. El estipe del cuerpo fructífero maduro, hueco y esponjoso, tiene unas dimensiones de 10-15 cm por 1,5-2,5 cm, y su color varía entre el blanco, el rosa y el rojo, con 4-6 lados distintos profundamente acanalados y divididos longitudinalmente por costillas. La base de la distinción entre L. mokusin y otras especies de Lysurus es la forma angular de su estipe. Los lados se ramifican en 4-6 brazos que se fusionan en la punta para formar un ápice puntiagudo, parecido a una aguja. A medida que el hongo madura, los brazos pueden separarse. La superficie exterior de los brazos está recubierta por una masa de esporas pardusca, viscosa y maloliente llamada gleba; su olor fétido ayuda a atraer a las moscas y otros insectos para que ayuden a la dispersión de las esporas. El olor se ha comparado con el de las "heces frescas de perro", la "carne podrida" o las aguas residuales.
Las esporas son de forma cilíndrica, lisas, de paredes finas e hialinas (translúcidas), con unas dimensiones de 4-6 por 2-2,5 µm. La microscopía electrónica de barrido revela que uno de los extremos de las esporas tiene una cicatriz hiliar, una hendidura en la pared de la espora que se produce durante su separación del esterigma del basidio. Los basidios (células portadoras de esporas) suelen tener ocho esporas y la gleba se compone de cadenas de células aproximadamente esféricas, fusiformes, elipsoides o con forma de garrote que miden entre 6,5 y 7,4 por 2,8 y 5,6 µm o entre 37,1 y 46,3 por 18 y 28 µm y también están mezcladas con células filamentosas de 2,3 a 4,5 µm de ancho. Las hifas de L. mokusin tienen conexiones de pinza.

### Especies similares
Lysurus cruciatus es similar en apariencia a L. mokusin, pero tiene un tallo cilíndrico sin estrías en la punta. Lysurus borealis también es similar, pero su estipe no está estriado, y sin los ángulos presentes en L. mokusin.

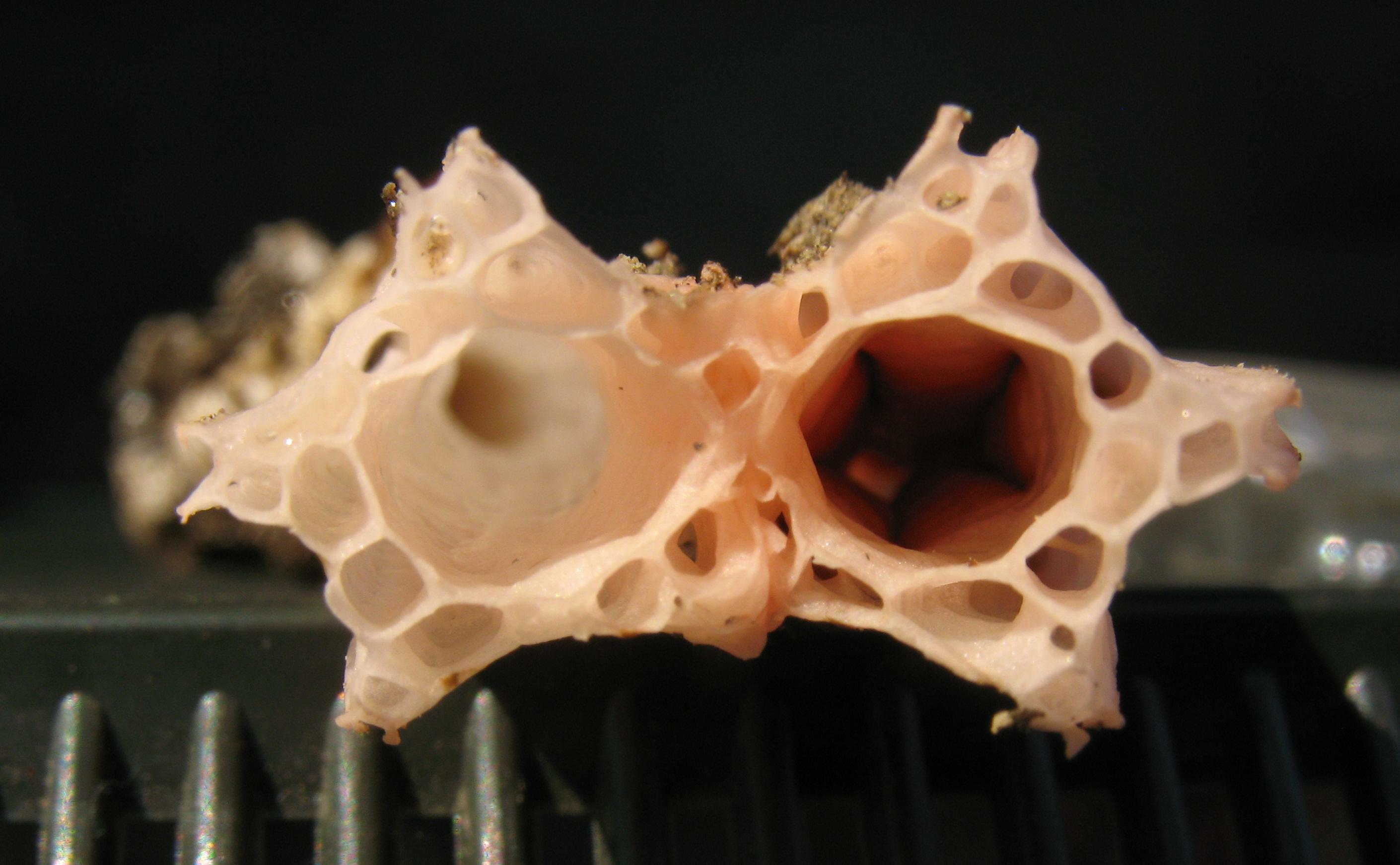
Vista transversal del estipe

## Comestibilidad y otros usos
Esta especie se considera comestible cuando todavía está en la fase de "huevo" inmaduro, y se cree que es un manjar en China. Cuando está madura, su mal olor disuadiría a la mayoría de las personas de intentar consumirla. El hongo se ha utilizado medicinalmente en China como remedio para las úlceras.

## Hábitat y distribución
Lysurus mokusin es sapróbico y crece en solitario o en pequeños grupos en la hojarasca de los bosques, el mantillo de virutas de madera utilizado en jardinería y el compost. Los avistamientos documentados de L. mokusin incluyen Australasia, las islas Canarias, Corea, Japón, China (provincia de Fujian) y las Islas Bonin La especie era desconocida en Europa hasta que se informó de su presencia en Italia en 1979; se considera una especie exótica en ese continente. En Estados Unidos se ha recogido en los estados de California Texas y Washington D. C.